# Under the Iron Sea
Under the Iron Sea è il secondo album in studio del gruppo musicale britannico Keane, pubblicato il 12 giugno 2006 dalla Island Records.
Si è aggiudicato due dischi di platino nel Regno Unito, nel quale l'album ha debuttato alla prima posizione nella rispettiva classifica.
L'album prende il nome da un verso del brano Crystal Ball. Ad oggi l'album ha venduto circa tre milioni di copie in tutto il mondo. Il gruppo considera l'album un seguito di Hopes and Fears, con influenze elettroniche, e lo descrive come una favola sinistra.

## Tracce
Testi e musiche di Tim Rice-Oxley, Tom Chaplin e Richard Hughes.
1. Atlantic – 4:13
2. Is It Any Wonder? – 3:06
3. Nothing in My Way – 4:00
4. Leaving So Soon? – 3:59
5. A Bad Dream – 5:04
6. Hamburg Song – 4:37
7. Put It Behind You – 3:36
8. The Iron Sea – 2:57 – nelle edizioni europea e statunitense, il brano è unito a Put It Behind You
9. Crystal Ball – 3:53
10. Try Again – 4:27
11. Broken Toy – 6:06
12. The Frog Prince – 4:22

Traccia bonus nell'edizione giapponese
1. Let It Slide – 4:10

DVD bonus presente nell'edizione limitata
1. Recording Under the Iron Sea
2. Short Film Set to an Extended Version of Atlantic
3. Is It Any Wonder? Video
4. Making the Is It Any Wonder? Video
5. Atlantic (Demo 29th January 2005)
6. Is It Any Wonder? (Demo 31st March 2005)
7. Nothing in My Way (Live from Aragon Theater, Chicago 19th May 2005)
8. Leaving So Soon? (Demo 29th October 2005)
9. A Bad Dream (Demo 7th July 2005)
10. Hamburg Song (Live from Aragon Theater, Chicago 19th May 2005)
11. Put It Behind You (Demo 8th January 2005)
12. The Iron Sea (Helioscentric Recording Session 9th April 2005)
13. Crystal Ball (Demo 7th July 2005)
14. Try Again (Live from Aragon Theater, Chicago 19th May 2005)
15. Broken Toy (Demo 30th August 2005)
16. The Frog Prince (Demo 7th July 2005)

DVD bonus presente nella Tour Edition latinoamericana
1. Atlantic (Video) – 6:00
2. Is It Any Wonder (Video) – 3:15
3. Crystal Ball (Video) – 4:21
4. Nothing in My Way (Video) – 3:59
5. A Bad Dream (Video) – 4:12
6. The Making of Is It Any Wonder? (Video) – 7:53

## Formazione
Gruppo
- Tom Chaplin – voce
- Tim Rice-Oxley – pianoforte, basso, cori
- Richard Hughes – batteria

Produzione
- Andy Green – produzione, ingegneria del suono, programmazione
- Keane – produzione
- Mark Stent – missaggio
- Ted Jensen – mastering

## Classifiche
| Classifica (2006) | Posizione massima |
| ----------------- | ----------------- |
| Australia         | 16                |
| Austria           | 4                 |
| Belgio (Fiandre)  | 3                 |
| Belgio (Vallonia) | 4                 |
| Canada            | 7                 |
| Danimarca         | 5                 |
| Finlandia         | 8                 |
| Francia           | 8                 |
| Germania          | 3                 |
| Irlanda           | 1                 |
| Italia            | 10                |
| Messico           | 65                |
| Norvegia          | 3                 |
| Nuova Zelanda     | 5                 |
| Paesi Bassi       | 1                 |
| Portogallo        | 3                 |
| Regno Unito       | 1                 |
| Spagna            | 3                 |
| Stati Uniti       | 4                 |
| Svezia            | 4                 |
| Svizzera          | 2                 |